# Eva Ebner
Eva-Ruth Ebner (* 14. Januar 1922 in Danzig; † 31. Januar 2006 in Berlin) war eine deutsche Schauspielerin, Drehbuchautorin und Regieassistentin. Sie gilt als die Person mit der wahrscheinlich längsten Filmografie in der deutschen Filmgeschichte.

## Leben

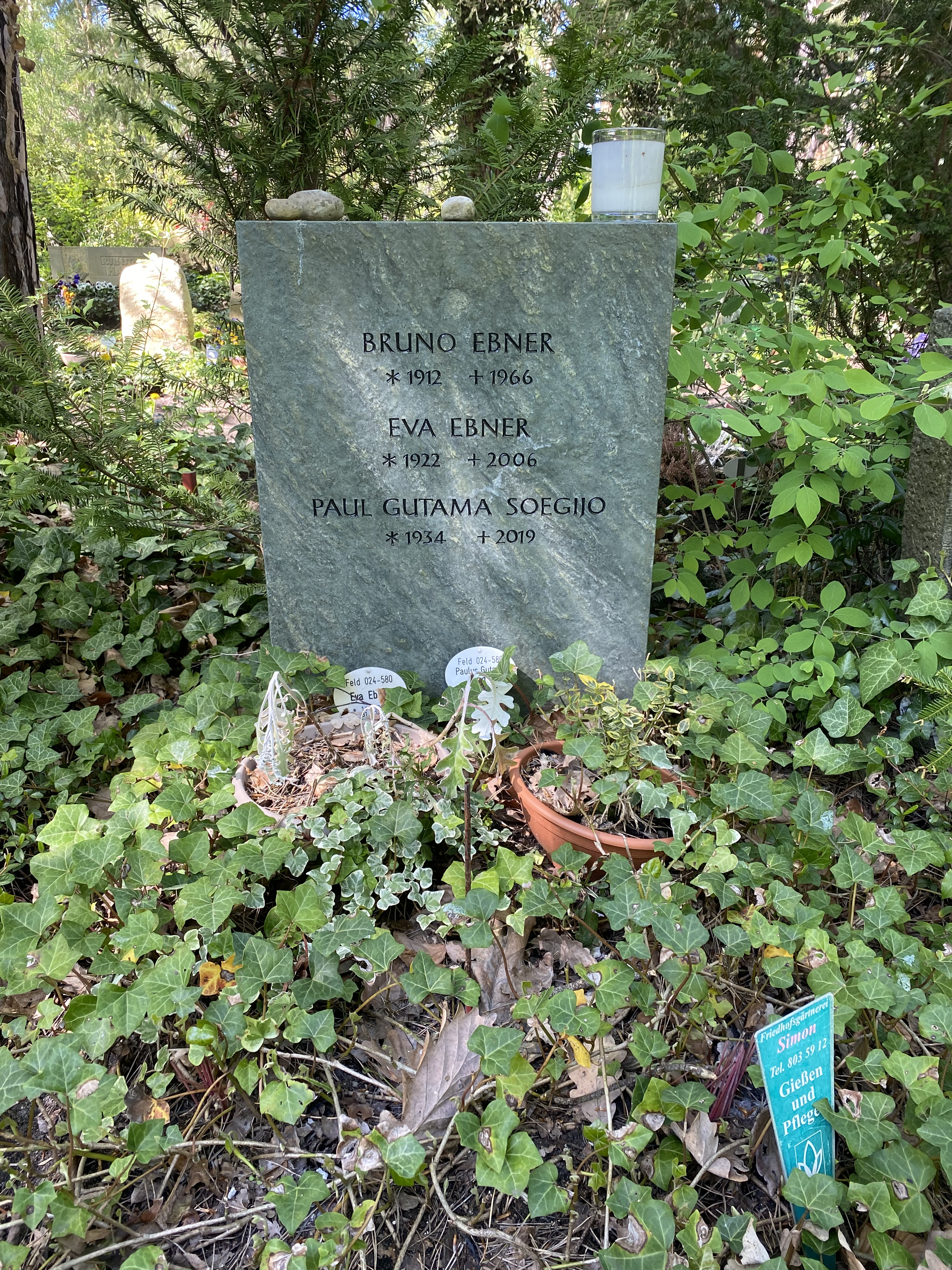
Grabstätte auf dem Waldfriedhof Zehlendorf

Mitte der 1950er Jahre begann Ebner in diversen Assistentenfunktionen beim Film, so 1955 bei Lola Montez von Max Ophüls und Zeit zu leben und Zeit zu sterben (1958, A Time to Love and a Time to Die) von Douglas Sirk. Seit Mädchen in Uniform (1958) war sie Regieassistentin und arbeitete an über 250, zum Teil sehr bedeutenden, deutschen Filmen wie Der Tiger von Eschnapur und Das indische Grabmal, Menschen im Hotel (alle 1959), mehreren Edgar-Wallace-Filmen und Old Surehand 1. Teil (1965) mit. Der letzte Film, den sie in dieser Position betreute, war 1986 Rosa Luxemburg von Margarethe von Trotta.
In mehreren dieser Filme trat Ebner auch in kleinen Nebenrollen auf (etwa in Menschen im Hotel). Seit 1990 verlegte sie sich ganz auf die Schauspielerei. Sie trat in über 200 Kinofilmen, darunter Neurosia von Rosa von Praunheim, Fernsehfilmen und auch in mehreren Fernsehserien auf, so in Anna annA, Lexx – The Dark Zone, Wolffs Revier, Der Bulle von Tölz, Polizeiruf 110 und Sternenfänger. Zu ihren letzten Auftritten zählen die Komödien Der Wixxer (2004, als Miss Drycunt) und 18:15 ab Ostkreuz (2006).
Lothar Lambert veröffentlichte 2003 den Dokumentarfilm Ich bin, Gott sei Dank, beim Film! über Ebner.
Eva Ebner wurde auf dem Waldfriedhof Zehlendorf (Feld 024-580) beigesetzt.

## Filmografie
Produktionssekretärin
- 1952–53: Orient Express (TV-Serie, mehrere Folgen)
- 1954–55: Flash Gordon (TV-Serie)

Scriptgirl
- 1955: Herr über Leben und Tod
- 1955: Lola Montez
- 1956: Küß mich noch einmal
- 1957: Stresemann
- 1957: Viktor und Viktoria
- 1957: Bonn (Dokumentarfilm)
- 1958: Zeit zu leben und Zeit zu sterben (A Time to Love and a Time to Die)
- 1958: Nasser Asphalt

Regieassistentin
- 1958: Mädchen in Uniform
- 1958: Meine 99 Bräute
- 1959: Der Tiger von Eschnapur (nur Vorbereitung)
- 1959: Das indische Grabmal (nur Vorbereitung)
- 1959: Und das am Montagmorgen
- 1959: Menschen im Hotel
- 1959: Abschied von den Wolken
- 1960: Herrin der Welt 1. Teil
- 1960: Herrin der Welt 2. Teil
- 1960: Liebling der Götter
- 1960: Scheidungsgrund: Liebe
- 1961: Und sowas nennt sich Leben
- 1961: An einem Freitag um halb zwölf…
- 1961: Stadt ohne Mitleid (Town Without Pity)
- 1961: Immer Ärger mit dem Bett
- 1961: Jedermann
- 1961: Unser Haus in Kamerun
- 1962: Das Rätsel der roten Orchidee
- 1962: Die Tür mit den sieben Schlössern
- 1962: Das Gasthaus an der Themse
- 1962: Wilde Wasser
- 1963: Der Fluch der gelben Schlange
- 1963: Der Zinker
- 1963: Das indische Tuch
- 1963: Ein Alibi zerbricht
- 1964: Wartezimmer zum Jenseits
- 1964: Der Hexer
- 1964: Unter Geiern
- 1965: Neues vom Hexer
- 1965: Das Liebeskarussell (Episoden „Angela“, „Sybill“ und „Lolita“)
- 1965: Old Surehand 1. Teil
- 1966: Lange Beine – lange Finger
- 1966: Der Bucklige von Soho
- 1966: Winnetou und sein Freund Old Firehand
- 1967: Die blaue Hand
- 1967: Der Mönch mit der Peitsche
- 1967: Melodie einer Stadt: London (TV-Film)
- 1967: Peter Schlemihls wundersame Geschichte (TV-Film)
- 1968: Der Hund von Blackwood Castle
- 1968: Im Banne des Unheimlichen
- 1969: Der Mann mit dem Glasauge
- 1969: Sieben Tage Frist
- 1970: Das gelbe Haus am Pinnasberg
- 1970: Perrak
- 1970: Ständig in Angst (Hauser’s Memory)
- 1971: Und Jimmy ging zum Regenbogen
- 1971: Die Eroberung (TV-Film)
- 1971: Liebe ist nur ein Wort
- 1971: Tatort: Der Boss (TV-Film)
- 1972: Der Stoff aus dem die Träume sind
- 1972: Und der Regen verwischt jede Spur
- 1972: Die Hinrichtung (Death of a Stranger)
- 1973: Alle Menschen werden Brüder
- 1973: Gott schützt die Liebenden
- 1973: Der große Zauberer – Max Reinhardt (TV-Dokumentation)
- 1974: Drei Männer im Schnee
- 1974: Wer stirbt schon gerne unter Palmen
- 1975: Die Stadt im Tal (TV-Film)
- 1975: Stellenweise Glatteis (TV-Film)
- 1975: Derrick: Kamillas junger Freund (TV-Film)
- 1975: Der Edelweißkönig
- 1975: Bis zur bitteren Neige
- 1975: Das Netz
- 1976: Derrick: Tote Vögel singen nicht (TV-Film)
- 1976: Derrick: Schock (TV-Film)
- 1976: Anita Drögemöller und die Ruhe an der Ruhr
- 1976: Die Elixiere des Teufels
- 1976: Sonntagsgeschichten: 3. Geschichte eines Heiratsschwindlers (TV-Episodenfilm)
- 1977: Die Dämonen (TV-Serie)
- 1979: Trilogie des Wiedersehens (TV-Film)
- 1979: Zwei Mann um einen Herd (TV-Serie)
- 1979: Die große Flatter (TV-Film)
- 1980: Valse triste (Kurzfilm)
- 1980: Lulu
- 1980: Groß und klein (TV-Film)
- 1980: Charlotte
- 1981: Überfall in Glasgow (TV-Film)
- 1981: Es geht seinen Gang oder Mühen in unserer Ebene (TV-Film)
- 1981: Im Land meiner Eltern (TV-Dokumentarfilm)
- 1981: Freak Orlando
- 1981: Wie der Mond über Feuer und Blut (TV-Film)
- 1982: Wer spinnt denn da, Herr Doktor?
- 1983: Wie hätten Sie’s denn gern?
- 1983: Das Dorf (TV-Film)
- 1984: Ein friedliches Paar (Kurzfilm)
- 1984: Tatort: Freiwild (TV-Film)
- 1984: Der Snob (TV-Film)
- 1984: Dorian Gray im Spiegel der Boulevardpresse
- 1984: So ein Theater (TV-Film)
- 1984: Der Verlust (TV-Film)
- 1984: Lenin in Zürich (TV-Film)
- 1984: Vorspiel auf dem Bildschirm oder Wenn Goethe den Faust fürs Fernsehen geschrieben hätte… (TV-Kurzfilm)
- 1984: Der Mandelblütentraum (Kurzfilm)
- 1985: Die Kümmeltürkin geht
- 1985: Stadttheater (TV-Film)
- 1985: Silvester in Treptow (TV-Film)
- 1986: Storm – Der Schimmelreiter (TV-Film)
- 1986: Rosa Luxemburg
- 1986: Von Zwölf bis Mittag
- 1987: Die Verliebten
- 1988: Feuerbohne e. V. (TV-Serie)

Darstellerin
- 1986: Gestatten, Bestatter (TV-Film)
- 1987: Aquaplaning (TV-Film)
- 1987: Der Himmel über Berlin
- 1987: Arrangement (Kurzfilm)
- 1987: Anita – Tänze des Lasters
- 1987: Komplizinnen
- 1988: Linie 1
- 1988: Der Passagier – Welcome to Germany
- 1988: La Amiga – Die Freundin
- 1988: Game, Set and Match (TV-Serie)
- 1988: Manöver
- 1988: Der Knick – Die Geschichte einer Wunderheilung (TV-Film)
- 1989: Roll Back (Kurzfilm)
- 1989: Drei unter einer Decke (TV-Serie)
- 1989: Zugzwang
- 1989: Liebe, Tod und kleine Teufel
- 1989: Leporello oder Ich habe gern gewunken (Kurzfilm)
- 1989: Siebenstein (TV-Serie)
- 1989: Vera und Babs (TV-Serie)
- 1990: Die zukünftigen Glückseligkeiten (TV-Film)
- 1990: Chronik des Regens
- 1991: Zauber der Venus (Meeting Venus)
- 1992: Stuppi & Wolf (TV-Film)
- 1992: Nie wieder schlafen – Nie mehr zurück
- 1992: Starkstrom (TV-Film)
- 1993: Ich und Christine
- 1993: Anna annA
- 1994: Der Menschenfresser
- 1994: Swingpfennig/Deutschmark
- 1994: Oben – Unten
- 1994: Wolffs Revier: Love Hotel (TV)
- 1994: Zwei alte Hasen: Aller Anfang ist schwer (TV)
- 1994: Praxis Bülowbogen: Hilflos (TV)
- 1995: A.S.: Über Tote soll man nicht schlecht reden
- 1995: Neurosia
- 1995: Solo Talent (Kurzfilm)
- 1996: Abbuzze! Der Badesalz-Film
- 1996: Das alte Haus
- 1996: Der Blinde (TV-Film)
- 1996: King of Evergreen (TV-Film)
- 1997: Die Rättin (TV-Film)
- 1998: Die Wache: Alte Damen und andere Gefahren (TV)
- 1998: Wolffs Revier: Auto-Crash (TV)
- 1998: Am liebsten Marlene: Vater und Sohn (TV)
- 1998: Lexx – The Dark Zone: Terminal
- 1998: Edgar Wallace: Die unheimlichen Briefe
- 1999: Verführt – Eine gefährliche Affäre (TV-Film)
- 1999: Der letzte Zeuge: Die Fliegen, die Maden, der Tod (TV)
- 1999: Das Paradies ist eine Falle (TV-Film)
- 1999: Zug der Wünsche (Kurzfilm)
- 1999: Made in Moabit
- 1999: Szamotas Geliebte
- 2002: Wolffs Revier: Tausend kleine Helfer (TV)
- 2002: Sternenfänger (mehrere Episoden, TV)
- 2003: Der Bulle von Tölz: Berliner Luft (TV)
- 2003: Ich bin, Gott sei Dank, beim Film!
- 2004: Der Wixxer
- 2004: In 80 Tagen um die Welt
- 2006: 18:15 ab Ostkreuz